# Brooke Island
Brooke Island ist eine unbewohnte Insel im Indischen Ozean vor der Küste des australischen Bundesstaats Western Australia. Die Insel gehört zu den Montebello-Inseln. Sie ist 85 Kilometer vom australischen Festland entfernt. 
Sie ist 700 Meter lang, 330 Meter breit und zehn Meter hoch. Die Nachbarinseln heißen Atriplex Island, Santalum Island und Triodia Island.